# غريغ كينغ (كاتب سير)
غريغ كينغ (بالإنجليزية: Greg King)‏ هو كاتب سير أمريكي، ولد في 1964.